# Eleições estaduais na Guanabara em 1965
As eleições estaduais na Guanabara em 1965 ocorreram em 3 de outubro como parte das eleições gerais em onze estados cujos governadores exerciam um mandato de cinco anos, apesar da anulação do pleito em Alagoas por razões legais. No caso carioca foram eleitos o governador Negrão de Lima e o vice-governador Rubens Berardo.
Findo o pleito o vitorioso foi Francisco Negrão de Lima, advogado formado em 1924 pela Universidade Federal de Minas Gerais e jornalista com passagens pelo Diário de Minas e também pelo Estado de Minas chegando a dirigir a sucursal de O Estado de S. Paulo sendo afastado após a Revolução de 1930. Foi residir na cidade do Rio de Janeiro onde abriu um escritório de advocacia e foi secretário-geral da Federação das Indústrias do Estado do Rio de Janeiro. Participante da Assembleia Nacional Constituinte de 1934 por Minas Gerais, teve o mandato de deputado federal cassado em 1937 pelo Estado Novo, embora tenha sido ministro interino da Justiça de Getúlio Vargas e tenha ocupado funções na área diplomática. Em virtude da redemocratização no pós-Segunda Guerra Mundial filiou-se ao PSD e trabalhou na prefeitura do Rio de Janeiro, para a qual foi nomeado em 1956 pelo presidente Juscelino Kubitschek e onde ficou até 1958, quando assumiu o Ministério das Relações Exteriores e o comandou um ano. Nomeado embaixador em Portugal, foi mantido no posto por Jânio Quadros e João Goulart, retornando ao Brasil em 1963.
Sua eleição e a de Israel Pinheiro em Minas Gerais foram o pretexto para a imposição do bipartidarismo via Ato Institucional Número Dois. Poucas semanas depois do pleito e embora não tenha aderido a nenhum partido, contou com o apoio do MDB. Visando concorrer a senador em 1974 ingressou sucessivamente no MDB e na ARENA, mas foi preterido por ambos. Diante disso aposentou-se como procurador do Tribunal de Contas do Estado e a seguir foi trabalhar na iniciativa privada. Negrão de Lima foi o último governador da Guanabara eleito por voto popular, pois Chagas Freitas foi escolhido seu sucessor por via indireta em 1970.

## Resultado da eleição para governador
Os percentuais refletem o total de votos válidos obtidos por cada candidato. Houve ainda 5.283 votos em branco (0,45%) e 65.958 votos nulos (5,61%) com os 1.104.773 votos nominais assim distribuídos:
| Candidatos a governador do estado | Candidatos a vice-governador     | Número | Coligação           | Votação | Percentual |
| --------------------------------- | -------------------------------- | ------ | ------------------- | ------- | ---------- |
| Negrão de Lima PSD                | Rubens Berardo PTB               | -      | PSD, PTB            | 582.026 | 52,68%     |
| Flexa Ribeiro UDN                 | Danilo da Cunha Nunes UDN        | -      | UDN (sem coligação) | 442.363 | 40,04%     |
| Amaral Netto PL                   | Paulo Duque PL                   | -      | PL (sem coligação)  | 40.403  | 3,66%      |
| Aurélio Viana PSB                 | Joaquim Arnaldo de Albuquerque - | -      | PSB, PDC            | 25.841  | 2,34%      |
| Hélio Santos Damasceno PTN        | Charley Fayal Lyra PTN           | -      | PTN (sem coligação) | 14.140  | 1,28%      |
| Fontes:                           |                                  |        |                     |         |            |